# Stanisław Krzaczyński
Stanisław Krzaczyński, ps. Wolski (ur. 15 kwietnia 1886 w Kamienicy Polskiej, zm. 2 września 1920 pod Modlinem) – podpułkownik żandarmerii Wojska Polskiego.

## Życiorys
Stanisław Krzaczyński urodził się 15 kwietnia 1886 w Kamienicy Polskiej, w ówczesnej guberni piotrkowskiej Królestwa Polskiego. Ukończył naukę w szkole realnej w Krakowie. Został dyrektorem Ligi Pomocy Przemysłowej.
Przed 1914 był członkiem oddziału konnego „Sokoła”. Po wybuchu I wojny światowej w sierpniu 1914 wstąpił do Legionów Polskich. Był oficerem 2 pułku piechoty. Dowodził 15 kompanią oraz IV batalionem w zastępstwie Bolesława Roji. Uczestniczył w kampanii karpackiej i wszystkich walkach 2 pułku piechoty do lutego 1915. Awansował kolejno na: podporucznika (29 września 1914), porucznika (5 listopada 1914) i kapitana (15 maja 1915). 16 lutego 1915 został ciężko ranny prowadząc półbatalion Legionistów i kompanię Bośniaków do szturmu na Sołotwinę. Leczenie z odniesionych ran i rekonwalescencja trwała dziesięć miesięcy. 6 listopada 1916 pozostawał w stanie żywionych Personalnej Stacji Zbornej Legionów Polskich we Lwowie, jako niezdolny do służby na tyłach. W grudniu 1916 zastąpił porucznika Stefana Żerańskiego na stanowisku oficera (komendanta) placu w Krakowie. Głośno zaprotestował przeciw notatce austriackiej komendy twierdzy, wydrukowanej w „Deutsche Krakauer Zeitung”, która w swojej treści „ubliżała czci Legionów Polskich”. W związku z tym został aresztowany na dwa tygodnie. Nie mogąc ugiąć postawy Krzaczyńskiego władze twierdzy uzyskały u zwierzchnictwa usunięcie go z Krakowa. Został gorąco pożegnany przez ludność Krakowa. 2 maja 1917 został przeniesiony z 2 pułku piechoty do Sądu Polowego Komendy Legionów Polskich w Warszawie na stanowisko komendanta formującego się przy tym sądzie więzienia wojskowego. 11 czerwca 1917 został mianowany referentem w Oddziale „Polska Siła Zbrojna” Generalnego Gubernatorstwa w Warszawie. Po kryzysie przysięgowym z lipca 1917 został 15 sierpnia 1917 zwolniony z Legionów Polskich bez prawa noszenia munduru. Był internowani w Beniaminowie.
2 grudnia 1918 został przyjęty do Wojska Polskiego i mianowany majorem w piechocie. W marcu 1919 był komendantem placu w Warszawie. Od 15 czerwca 1919 do 25 kwietnia 1920 był szefem Szefostwa Żandarmerii Polowej w Naczelnym Dowództwie. 2 września 1920 o godz. 14.30, w czasie podróży inspekcyjnej w Forcie Kazuń, utonął w wezbranych nurtach Wisły pod Modlinem. 9 września 1920 w kościele garnizonowym przy ulicy Długiej w Warszawie odbyło się nabożeństwo żałobne, w którym uczestniczył ojciec, brat i siostra zmarłego.
30 września 1920 został pośmiertnie zatwierdzony z dniem 1 kwietnia 1920 w stopniu pułkownika, w żandarmerii, w grupie oficerów byłych Legionów Polskich. Stanisław Krzaczyński był także prezesem Komisji Rewizyjnej Polskiego Związku Giełdowego
W czwartek 26 maja 1932 w Warszawie redakcja „Nowin Codziennych” opublikowała artykuł zatytułowany Galeria „żywych trupów”. Jak „umarł” i „zmartwychwstał” płk Krzaczyński. We wspomnianym artykule przypomniano, że pułkownik Krzaczyński był osobą bardzo popularną w środowisku warszawskim, odegrał aktywną rolę w zamachu Sapiehy i Januszajtisa, wpadł do Wisły, gdy płynął łodzią motorową, a jego zwłok nie wydobyto. Następnie redakcja poinformowała, że „znajduje się w posiadaniu materiałów i niezbitych dowodów”, że pułkownik Krzaczyński żyje, mieszka w Szwajcarii i utrzymuje „kontakt korespondencyjny z kilku wtajemniczonymi osobami w Warszawie”.
Pośmiertnie został odznaczony Krzyżem Niepodległości za pracę w dziele odzyskania niepodległości.